# Victorița Dumitrescu
Victorița Dumitrescu (n. 1 decembrie 1935, București – d. 22 decembrie 2009) a fost o handbalistă română, triplă campioană mondială cu naționala României (1956, 1960 și 1962).
Dumitrescu suferea de mai mulți ani de diabet, hipertensiune arterială și coxartroză. În iunie 2009 a fost decorată cu Ordinul „Meritul Sportiv” Clasa I. Șase luni mai târziu, ea s-a stins din viață în urma multiplelor afecțiuni.